# アーキテクト・ディベロッパー
株式会社アーキテクト・ディベロッパー（英: architect developer, Inc.）は、東京都中央区銀座の歌舞伎座タワーに本社を置く日本の不動産会社。

## 概要
2008年（平成20年）10月、「レオパレス21」創業者（48億円の私的流用で引責辞任）の深山祐助と、その長男でレオパレス21の取締役だった深山将史（2008年6月27日退任）が、株式会社MDIを創業した。MDIの商号は、Miyama Development Internationalの略で、レオパレス21の旧社名（株式会社エムディアイ）として使われていた。祐助はMDIの代表取締役会長を、将史は代表取締役社長を務めていた。
MDIは「地主向けに賃貸アパートを企画・開発・建築、地主からその物件を一括して借り上げ・管理を請け負い、賃貸アパート入居者に転貸する」レオパレス21でのサブリース業を踏襲した他に、MDIで購入した土地に賃貸アパートを建築し、個人投資家に1棟販売を行うビジネスモデルも展開した。業績はピーク時の2018年3月期に売上高1196億円、純利益63億円、建築営業拠点が全国13ヶ所、社員数約1700人と業容が拡大して、株式上場に向け準備も進めていた。
しかしMDI顧客である個人投資家に金融機関が融資する際、投資家の預金残高を水増しして返済余力があるように見せかけ、融資を通り易くする操作を行っており、それらが2016年には金融機関で問題視され始める。又、2018年に発覚したレオパレス21の施工不備問題で、レオパレス創業者である深山祐助らの落ち度が主たる要因（レオパレス「創業者に落ち度」施工不良で最終報告）とされ、2021年3月期の売上高は439億円、最終利益は30億円の赤字と業績が急落、営業拠点も全国6ヶ所と縮小、社員数は711人まで減少した。
2019年9月にはソフトバンクグループ（株）とOYO Hotels & Homesの共同出資による合同会社がMDIの株式80％を取得（深山祐助より購入）し、ソフトバンクグループの傘下となる。これにより創業者である深山祐助とは関りが無くなった事になる。
尚、深山祐助は銀座5丁目のビルで、新たに株式会社ATCを設立させた。
2020年3月より常務取締役を副社長へと昇格させると共に、ソフトバンクグループ（株）より取締役を1名迎え入れる事により、よりシナジー効果を発揮させる。
2021年9月より元ソフトバンクグループ（株）の木本啓紀が代表取締役CEO、10月より井村航が代表取締役社長兼COOに就任。
2022年4月1日、社名をアーキテクト・ディベロッパー（英: architect developer, Inc.）（以下、ADI）に変更[6]。同年に株式会社メイプル田園、大成ビルディング株式会社、イクセル株式会社の株式を取得し、子会社化。
暫くは二代表制であったが、2023年3月より井村航は代表取締役を退任し、執行役員社長兼COOに就任。同年7月には日信地所株式会社の株式を取得し、子会社化している。
2025年7月より木本啓紀が代表取締役社長に、井村航は執行役員に就任。
ADIでは、すべての社員が安心して長く働ける職場づくりを経営の柱とし、働きやすさと企業の持続的成長を両立するための取り組みを進めている。2023年に、女性の活躍や子育てを支援する体制が認められ「えるぼし認定（第3段階）」、「くるみん認定」を取得。さらに、これらの取り組みを発展させ、2025年には、えるぼし認定最上位の「プラチナえるぼし認定」を取得している。業界の中でも積極的かつ着実に企業としてのガバナンス体制を強化している。
自社物件のリブリシリーズの入居率は13年連続99％以上という高水準の賃貸管理実績を維持。2025年3月には、株式会社ハウスドゥ販売管理の事業を吸収分割により承継し、管理戸数50,000戸を突破した。

## 支店
- 銀座支店 - 東京都中央区銀座4-12-15 歌舞伎座タワー8階
- 新宿支店 - 東京都新宿区新宿4-2-23 新四curumuビル9階
- 立川支店 - 東京都立川市柴崎町2-2-1 KSビル4階
- さいたま支店 - 埼玉県さいたま市南区沼影1-10-1 ラムザB棟5階
- 新田駅前店 - 埼玉県草加市旭町3-5-3 小山ビル1階
- 草加駅西口店 - 埼玉県草加市氷川町2126-1 鴨下ビル1階
- 獨協大学前駅西口店 - 埼玉県草加市松原1-1-9 ハーモネスタワーB棟101号
- 横浜支店 - 神奈川県横浜市西区南幸2-20-5 KDX横浜リバーサイド1階
- 川崎支店 - 神奈川県川崎市川崎区砂子1-2-4 川崎砂子ビルディング4階
- 藤沢支店 - 神奈川県藤沢市藤沢17-15 藤沢トーセイビルⅡ1階
- 町田支店 - 東京都町田市森野1-23-19 小田急町田森野ビル1階
- 船橋支店 - 千葉県船橋市夏見1-1-1 リブリ・船橋2階
- 仙台支店 - 宮城県仙台市青葉区一番町1-2-33 M.BALANCE仙台一番町11階
- 名古屋支店 - 愛知県名古屋市中区錦2-4-3 錦パークビル15階
- 大阪支店 - 大阪府大阪市中央区難波4-4-1 難波駅前四丁目ビル6階

## 管理戸数、入居率
- 3,436棟　41,565戸
- 入居率99.1%（2022年3月期）